# Horst Thiele (Fußballspieler)
Horst Thiele ist ein ehemaliger deutscher Fußballspieler. In der höchsten Spielklasse des DDR-Fußballs, der Oberliga, spielte er für die BSG Stahl Thale.

## Sportliche Laufbahn
In der Saison 1953/54 wurde Thiele bei der BSG Stahl Thale in 14 Partien eingesetzt. Ihm gelangen dabei fünf Treffer in der höchsten Spielklasse des DDR-Fußballs. Nach dem Abstieg aus der Beletage sind für die Offensivkraft acht Spiele und zwei Treffer in der zweitklassigen Liga im Spieljahr 1954/55 notiert.